# Muddenahalli, Chik Ballapur
Muddenahalli là một làng thuộc tehsil Chik Ballapur, huyện Kolar, bang Karnataka, Ấn Độ.